# Кислица (село)
Кислица (укр. Кислиця) — село в Измаильском районе Одесской области.
Население 3,6 тыс. человек.

## География
Расположено на юго-восточной стороне озера Катлабух.

## История
Село основано в 1807 году потомками донских казаков-некрасовцев, сбежавшими крепостными из глубин Украины.
Название произошло от рум. кышлицэ, câșlița, уменьшительное от кышлэ — «загон для скота», «стойбище пастухов».

## Население и национальный состав
По данным переписи населения Украины 2001 года распределение населения по родному языку было следующим (в % от общей численности населения):
По Кислицкому сельскому совету: украинский - 91,56%;русский - 5,21%; болгарский - 1,31%; гагаузский - 0,34%; молдавский - 1,45%.

## Экономика
Население занимается рыболовством и сельским хозяйством (овощеводство, животноводство).